# 植田正治写真美術館
植田正治写真美術館（うえだしょうじしゃしんびじゅつかん）は、鳥取県西伯郡伯耆町にある写真家植田正治の個人美術館である。1995年9月23日に開館した。

## 概要
「UEDA-Cho（植田調）」の語源である世界的写真家植田正治の顕彰を目的として開設された施設で、本人から寄贈された12,000点の作品を収蔵、常設展示し、植田の芸術とプロフィールを紹介する。
美術館は植田の故郷鳥取県境港市近くの伯耆町に立地し、建物のスリット状の隙間から伯耆富士の形状の大山と水面に写る「逆さ大山」を望むことができるように設計されている。

## 施設
- 展示室1〜4
- 映像展示室 - 200インチの大型映像システムによる映像プログラム上映と、世界最大級600mmカメラレンズによる「逆さ大山」の投影
- ミュージアムショップ
- レストルーム

## 利用情報
- 開館時間 - 10:00〜17:00（入館は16:30まで）
- 休館日 - 火曜日（祝祭日の時は翌日）、展示替えの期間、12月から2月までの冬季期間

## 建築概要
- 設計 - 高松伸
- 竣工 - 1995年
- 延床面積 - 2,825平方メートル
- 所在地 - 〒689-4107 鳥取県西伯郡伯耆町須村353-3
- 備考 - 芸術選奨文部大臣賞受賞

## 交通アクセス
- 山陰本線 米子駅 タクシー20分
- 伯備線 岸本駅 タクシー10分
- 米子空港 タクシー40分

## 周辺
- 福岡堤 - 「逆さ大山」の名所
- とっとり花回廊